# Bemlos parahastatus
Bemlos parahastatus är en kräftdjursart. Bemlos parahastatus ingår i släktet Bemlos och familjen Aoridae. Inga underarter finns listade i Catalogue of Life.